# Lake Koshkonong
Lake Koshkonong é uma Região censo-designada localizada no estado norte-americano de Wisconsin, no Condado de Jefferson.

## Demografia
Segundo o censo norte-americano de 2000, a sua população era de 1219 habitantes.

## Geografia
De acordo com o United States Census Bureau tem uma área de
77,4 km², dos quais 37,1 km² cobertos por terra e 40,3 km² cobertos por água.

## Localidades na vizinhança
O diagrama seguinte representa as localidades num raio de 20 km ao redor de Lake Koshkonong.